# Fons van der Stee
Alphonsus Petrus Johannes Mathildus Maria (Fons) van der Stee (Langeweg, 30 juli 1928 - Den Haag, 9 september 1999) was een Nederlands politicus van de Katholieke Volkspartij (KVP) en het Christen-Democratisch Appèl (CDA). Hij was KVP-partijvoorzitter van 1968 tot 1971 en staatssecretaris en minister op verschillende departementen tussen 1971 en 1982.

## Loopbaan
Van der Stee was een fiscalist. Op 29 februari 1956 studeerde hij af in Nederlands recht aan de Katholieke Universiteit Nijmegen. Hij deed zijn intrede in de landspolitiek als voorzitter van de Katholieke Volkspartij van 1968 tot 1971. Daarna bekleedde hij het staatssecretariaat van belastingzaken in de kabinetten Biesheuvel I en Biesheuvel II. Als minister van Landbouw kreeg hij in het kabinet-Den Uyl veel kritiek van de boeren die beknot werden in hun inkomen. Wim Kan gaf hem de bijnaam RampenFons.
In het kabinet-Van Agt I was hij naast landbouwminister ook minister voor Nederlands-Antilliaanse Zaken. Na het aftreden van Frans Andriessen in maart 1980 ging Van der Stee over van Landbouw naar Financiën, een taak die hij continueerde in Van Agt II en Van Agt III. In die tijd nam het begrotingstekort enorm toe, waardoor ook steeds nieuwe bezuinigingen nodig waren. Dit leidde vooral in het kabinet-Van Agt II tot grote spanningen. Van der Stee had echter een gemoedelijke aard, hij had de bijnaam 'soepele Fons'. Hij deed de uitspraak: "Wat dit land nodig heeft is lef". Na zijn politieke carrière grossierde hij in commissariaten.
Hij werd in stilte begraven op de Rooms-Katholieke Begraafplaats Sint Petrus' Banden aan de Kerkhoflaan in Den Haag.
- Biografisch Portaal: 70731165
- International Standard Name Identifier: 0000 0003 8933 798X
- Nederlandse Thesaurus van Auteursnamen: 069030553
- Parlement.com: vg09llg9q6zs
- Virtual International Authority File: 282683991
- WorldCat: E39PBJmpb7pV9PRKrFyD6YM3wC